# La candidata
La candidata (no Brasil: A Candidata) é uma série-novela mexicana produzida por Giselle González para a Televisa e exibida pelo Las Estrellas entre 21 de novembro de 2016 e 12 de fevereiro de 2017, substituindo Sin rastro de ti e sendo substituída por La doble vida de Estela Carrillo.
É protagonizada por Silvia Navarro e Víctor González e antagonizada por Susana González, Rafael Sánchez-Navarro, Nailea Norvind, Patricio Castillo, Juan Carlos Barreto, Adalberto Parra, Pilar Ixquic Mata e Laisha Wilkins e com atuaçãoes estelares de Ari Telch, Fernanda Borches e Juan Martín Jáuregui e as primeiras atrizes Helena Rojo, Luz María Jerez e Verónica Langer.

## Sinopse
Regina Bárcenas (Silvia Navarro) é uma senadora pelo partido que governa o país e é a esposa do atual chefe de Governo da cidade, Alonso San Román (Rafael Sánchez-Navarro), que deseja a presidência do país. Como parte de suas manobras políticas, Alonso sugere a Regina que ela convença o Senador Gerardo Martínez (Víctor González Reynoso) para que o mesmo se torne seu aliado na sua candidatura, não importando o fato de que Gerardo, líder da oposição, sempre esteve apaixonado por Regina e que até manteve uma relação com a mesma na época em que ambos estudavam na universidade.
Regina se sente utilizada por Alonso e seu casamento começa a sofrer graves problemas com a chegada de Cecilia Aguilar (Susana González), que é encarregada da área de imprensa do gabinete do governo. Uma mulher atrativa, inteligente e calculadora. Regina desconhece que Cecilia é sua meia irmã, fruto de uma relação clandestina de seu pai, e que esta não descansará até seduzir Alonso e destruir Regina.
Neste contexto, Emiliano (Federico Ayos), filho de Regina e Alonso, se sente abandonado por seus pais e se vê no meio de um grande escândalo. Alonso acaba responsabilizando Regina pelo descontrole de seu filho e a culpa por descuidar da sua família e que ela valoriza mais a sua carreira profissional.
Mais tarde, membros de seu partido propõem que Regina se torne a candidata oficial para a presidência no lugar de Alonso. Regina fica meio reticente no princípio, mas ela acaba descobrindo uma série de negócios ilícitos de seu marido, onde seu pai também está envolvido, e acaba se unindo ao partido independente para enfrentar seu marido nas eleições, porém, o que ela não sabe é que Gerardo Martínez é o escolhido como candidato presidencial do partido de oposição.
Regina Bárcenas acabará arriscando o profundo carinho de seu filho e o amor de sua vida para se converter na Candidata.

## Elenco
- Silvia Navarro - Regina Bárcenas Ríos de San Román
- Víctor González - Gerardo Martínez Osorio
- Susana González - Cecilia Aguilar / Cecilia Bárcenas Aguilar
- Rafael Sánchez-Navarro - Alonso San Román Suárez
- Nailea Norvind - Teresa Rivera de Martínez
- Ari Telch - Ignacio Manjarrez
- Helena Rojo - Natalia Suárez de San Román
- Patricio Castillo - Omar San Román Lagunes
- Juan Carlos Barreto - Mario Bárcenas
- Luz María Jerez - Noemí Ríos de Bárcenas
- Adalberto Parra - Mauro Olvera
- Verónica Langer  - Magdalena "Magda" Gómez
- Pilar Ixquic Mata - Isela Aguilar
- Gilberto de Anda - Almirón
- Fernanda Borches - Daniela
- Juan Martín Jáuregui - Hernán Trevilla
- Laisha Wilkins - Lorena Sánchez
- Fabián Robles - José
- Federico Ayos - Emiliano San Román Bárcenas
- Karla Farfán - Ximena Martínez Rivera
- Irineo Álvarez - Augusto Larreta
- Juan Carlos Colombo - Morales
- Enrique Arreola - Paulino Pacheco
- Michelle González - Marcia Ramírez
- Jorge Gallegos - Andrés Ferrer
- Arturo Ríos - Fernando Escalante
- Fernando Larrañaga - Dr. Pablo Contreras
- Aleyda Gallardo - Nieves
- Ángel Cerlo - Ochoa
- Bárbara Falconi - Nayeli Manjarrez
- Gabriela Carrillo - Alma Roldán
- Ricardo Crespo - Javier Guzmán
- Martha Julia - Jéssica
- José Ángel García - Israel Meléndez
- Isadora González - Mariela Ramos
- Alberto Lomnitz - Franco
- Liz Gallardo - Déborah Rondero
- José María Negri - Roel Sandoval
- Ernesto Gómez Cruz - Lic. de la Garza
- José Carlos Ruiz - Presidente del Senado
- Fabiola Guajardo - Florencia Azcurra
- Carlos Barragán - Héctor
- Israel Islas - Miguel Estrada "El Cuervo"
- Tony Marcín - Sra. de Urquijo, madre de Hugo
- Gizeht Galatea - Juana Galindo
- Pablo Perroni - Carlo
- Jessica Ortiz - Susana
- Mauro Sánchez-Navarro - Hugo Urquijo

## Audiência
Nas suas primeiras semanas, a telenovela foi líder de audiência no seu horário de exibição. Porém ao longo do tempo foi perdendo audiência, chegando a perder a liderança várias vezes pra novela Rosário Tijeras, da TV Azteca.

## Exibição no Brasil
A trama está disponível através da plataforma de streaming Globoplay desde 27 de junho de 2023, dublada no idioma português e com capítulos semanais.

## PremioTvyNovelas 2018
| Categoria                    | Indicados                        | Resultados |
| ---------------------------- | -------------------------------- | ---------- |
| Melhor Telenovela            | Giselle González                 | Venceu     |
| Melhor Atriz Protagonista    | Silvia Navarro                   | Indicado   |
| Melhor Ator Protagonista     | Víctor González                  | Indicado   |
| Melhor Atriz Antagonista     | Nailea Norvind                   | Indicado   |
| Melhor Ator Antagonista      | Juan Carlos Barreto              | Venceu     |
| Melhor Primeira Atriz        | Helena Rojo                      | Venceu     |
| Melhor Primeiro Ator         | Patricio Castillo                | Indicado   |
| Melhor Atriz Coestelar       | Susana González                  | Venceu     |
| Melhor Ator Coestelar        | Rafael Sánchez Navarro           | Indicado   |
| Melhor Atriz Juvenil         | Karla Farfán                     | Indicado   |
| Melhor Ator Juvenil          | Federico Ayos                    | Indicado   |
| Melhor Atriz de Reparto      | Pilar Ixquic Mata                | Indicado   |
| Melhor Ator de Reparto       | Ari Telch                        | Indicado   |
| Melhor Atriz Revelação       | Michelle González                | Indicado   |
| Melhor Ator Revelação        | Juan Martín Jáuregui             | Indicado   |
| Melhor História ou Adaptação | Leonardo Bechini                 | Venceu     |
| Melhor Direção de Câmeras    | Armando Zafra e Luis Rodríguez   | Venceu     |
| Melhor Direção de Cena       | Eric Morales e Juan Pablo Blanco | Venceu     |
| Melhor Reparto               | Giselle González                 | Venceu     |
| Melhor Tema Musical          | Jordi Bachbush                   | Indicado   |